# Açude Patos
O Açude Patos ou mais conhecido como Cachoeira é um açude brasileiro no estado do Ceará, localizado no município de Sobral, que barra as águas do Rio Aracatiaçu, e foi concluído em 1921.
Sua capacidade de amarzenamento de água é de 7.550.000 m³.